# Festuca superba
Festuca superba là một loài thực vật có hoa trong họ Hòa thảo. Loài này được Parodi ex Türpe mô tả khoa học đầu tiên năm 1969.